# Хробрув
Хробрув (пол. Chrobrów, нім. Petersdorf) — село в Польщі, у гміні Жагань Жаґанського повіту Любуського воєводства.
Населення — 343 особи (2011).
У 1975-1998 роках село належало до Зеленогурського воєводства.

## Демографія
Демографічна структура станом на 31 березня 2011 року:
|          | Загалом | Допрацездатний вік | Працездатний вік | Постпрацездатний вік |
| -------- | ------- | ------------------ | ---------------- | -------------------- |
| Чоловіки | 162     | 29                 | 119              | 14                   |
| Жінки    | 181     | 31                 | 107              | 43                   |
| Разом    | 343     | 60                 | 226              | 57                   |